# Regreso de la caza

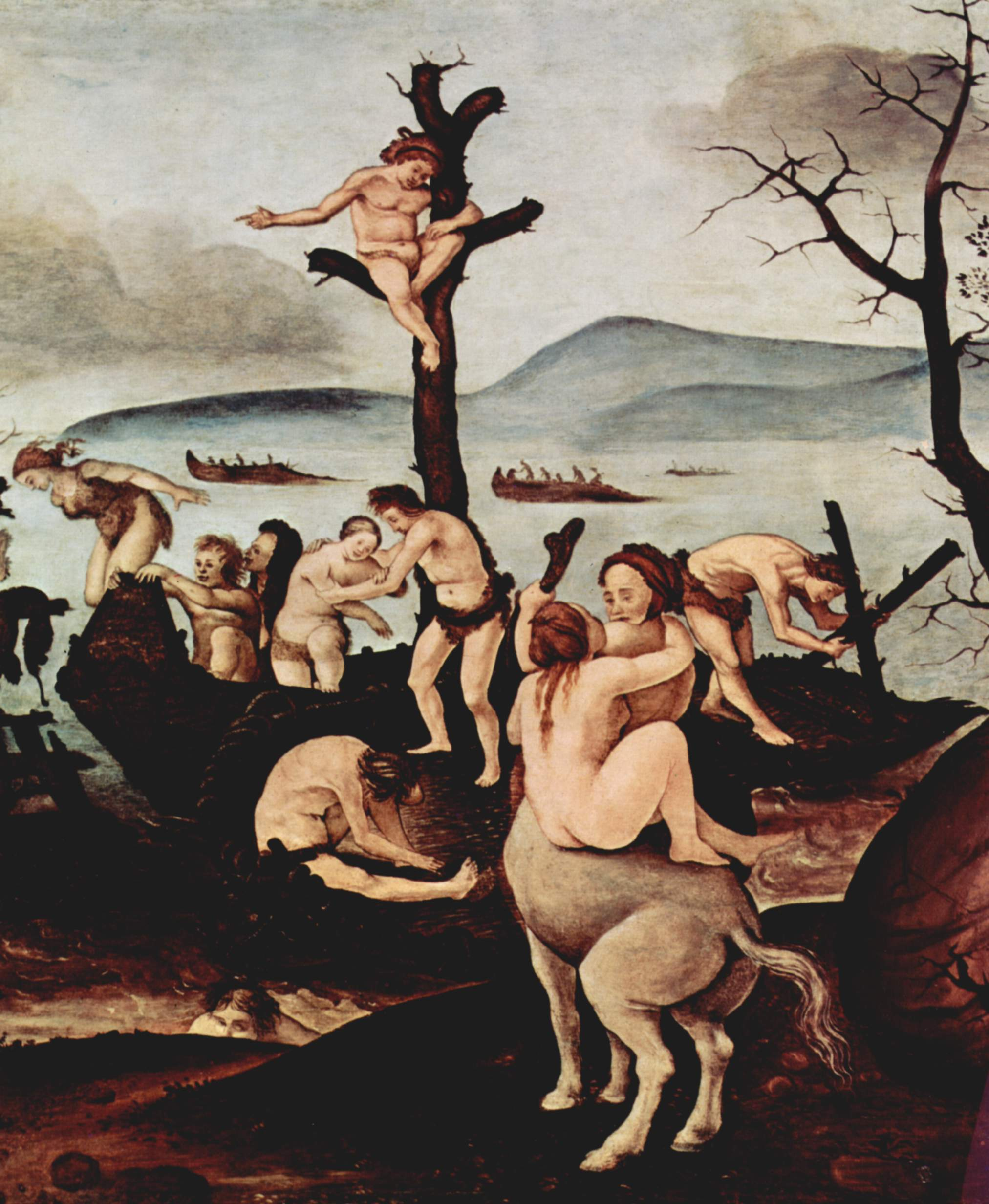
Detalle.

Regreso de la caza es un óleo sobre tabla de 70,5 x 168,9 cm de Piero di Cosimo, datada hacia 1500-1505 y conservada en el Museo Metropolitano de Arte de Nueva York. Forma parte de la serie Historias de la humanidad primitiva.

## Historia
El panel es generalmente identificado con uno de los que decoraban un cuarto del Palacio Del Pugliese de Florencia, vistos y descritos por Vasari. Probablemente se trataba de un respaldo. Con la Caza primitiva entró en el museo neoyorquino en 1875, como regalo de Robert Gordon.

## Descripción y estilo
La serie está dedicada a la historia de la humanidad antes del descubrimiento del fuego, sin el conocimiento de los metales y por tanto de las armas. En este panel, el segundo de las historias, aparecen los primeros signos de vida comunitaria y de la conquista de conocimientos técnicos por parte de la humanidad, con un progreso hacia las primeras formas de civilización.
La escena muestra un grupo de hombres primitivos, apenas vestidos de pieles, que vuelven de una cacería, con el telón de fondo de un gran lago, en el que navegan algunas barcas. A la izquierda un hombre deposita un jabalí muerto que llevaba a la espalda, y junto a él yace un buey muerto. Detrás, sobre una barca, decorada con ramas y cabezas de lobo, están una pareja y un hombre que carga las presas muertas a proa. En el siguiente bote, más lleno, un hombre subido al mástil indica la dirección, mientras algunas mujeres, ayudadas por hombres están desembarcando; un hombre arregla dos estacas a popa. Mientras tanto, en primer plano, a la derecha, una mujer desnuda seduce a un centauro mientras se sienta sobre su lomo.
En el brumoso borde del lago se ven más embarcaciones primitivas y de nuevo, como en los otros paneles, el tema del fuego, con un humo que oscurece el bosque lejano.